# Adam Yauch
Pour l’article homonyme, voir MCA.
Adam Nathaniel Yauch (IPA /jaʊk/), né le 5 août 1964 à Brooklyn et mort le 4 mai 2012 à Brooklyn, est un rappeur et réalisateur américain. Il est principalement connu en tant que membre du trio de hip-hop Beastie Boys. Il se produisait fréquemment sous son nom de scène, MCA et travaillait parfois sous le pseudonyme de Nathanial Hörnblowér.
Yauch a lancé Oscilloscope Laboratories, une société de production cinématographique, localisée à New York. En tant que bouddhiste, il s'est particulièrement engagé dans le mouvement d'indépendance tibétain et a organisé le Tibetan Freedom Concert en faveur de ce mouvement.

## Biographie
Yauch est né à Brooklyn, New York, États-Unis, en 1964. Il est le fils unique de Frances, assistante sociale, et Noel Yauch, peintre et architecte. Son père est de confession catholique et sa mère juive, mais Adam grandit et est éduqué dans l'athéisme,.
Yauch est diplômé de l'Université Edward R. Murrow de Brooklyn. À l'université, il apprend de lui-même à jouer de la basse. Yauch lance les Beastie Boys avec John Berry, Kate Schellenbach et Michael Diamond. Le groupe joue son premier spectacle pour les 17 ans d'Adam Yauch.

## Carrière
Lorsqu'Adam est âgé de 22 ans, les Beastie Boys, désormais devenu un trio de hip-hop, commercialisent l'album intitulé Licensed to Ill, un album distribué par Def Jam Records. Sous le pseudonyme de "Nathanial Hörnblowér", Yauch réalise la plupart des clips vidéo des Beastie Boys,.
En 2002, Yauch fonde son propre studio d'enregistrement nommé Oscilloscope Laboratories localisé à New York. Il commence sa carrière dans sa compagnie de distribution de films indépendants nommée Oscilloscope Pictures. Yauch réalise un film, intitulé Awesome; I Fuckin' Shot That!, sur la tournée des Beastie Boys en 2006. En 2008, il réalise également un film intitulé Gunnin' For That #1 Spot. Yauch réalise Build a Nation, l'album comeback du groupe hardcore/punk Bad Brains. Oscilloscope Laboratories a distribué les toutes premières réalisations d'Adam Yauch ainsi que d'autres films tels que Wendy et Lucy (2008) de Kelly Reichardt et The Messenger (2009) d'Oren Moverman mais aussi des films français comme L'Épine dans le cœur de Michel Gondry ou Happy Few d'Antony Cordier (sorti sous le titre Four Lovers).
Les Beastie Boys ont vendu plus de 40 millions d'albums dans le monde en 2010. En avril 2012, le groupe est nommé au Rock and Roll Hall of Fame. Yauch en fait également partie malgré son absence liée à la maladie. Ses partenaires de groupe lisent une lettre à son nom, qu'ils avaient rédigé, face au public.

## Vie privée
Yauch était bouddhiste pratiquant. Il s'est particulièrement investi dans le mouvement d'indépendance tibétain. Il crée le Milarepa Fund, un mouvement à but non lucratif pour l'indépendance tibétaine, et organise des concerts en faveur de ce mouvement, incluant le Tibetan Freedom Concert,,.
Lui et sa femme, Dechen Wangdu, ont eu ensemble une fille, Tenzin Losel, le 31 mai 1998,,.

## Maladie et mort
En 2009, Yauch est diagnostiqué et soigné d'un cancer des glandes salivaires, retardant ainsi le spectacle Hot Sauce Committee Part Two et les tournées à venir. Il est dans l'incapacité d'apparaître dans le clip vidéo de l'album,. Yauch devient végétarien sous la recommandation de ses docteurs tibétains.
Peu après que ses deux comparses assurent à la presse qu'il parviendrait à guérir, Yauch meurt à l'âge de 47 ans le 4 mai 2012,. La cause directe de sa mort est indéterminée mais vraisemblablement liée à son cancer des glandes salivaires,.